# Alphitopis nivea
Alphitopis
Genre
Espèce
Alphitopis nivea, unique représentant du genre Alphitopis, est une espèce d'insectes coléoptères de la famille des Curculionidae.

## Description
On le rencontre en Australie, où sa larve creuse des trous dans une graine de Banksia attenuata pour s'en nourrir. Dans sa description de 1870, Francis Pascoe indique que le spécimen en sa possession mesure environ 15 mm.

## Systématique
Le nom valide complet (avec auteur) de ce taxon est Alphitopis nivea Pascoe, 1870,.

### Publication originale
- (en + la) Francis P. Pascoe, « Descriptions of some Genera and Species of Australian, Curculionidae », Transactions of the Royal Entomological Society of London, Royal Entomological Society, vol. 18, no 2,‎ 1870, p. 181-209 (ISSN 0035-8894 et 2056-5259, OCLC 1125695995, DOI 10.1111/J.1365-2311.1870.TB01873.X, lire en ligne).